# June Maria Sadowska-Kruszewska
June Maria Sadowska-Kruszewska, Jadwiga Sadowska-Kruszewska (ur. 9 października 1932 w Bydgoszczy, zm. 4 października 2015 w El Paso) – polsko-amerykańska iberystka i aktorka.

## Życiorys
Córka Juliana Sadowskiego i Mary Misiewicz. Jej ociec był muzykiem, oficerem Wojska Polskiego, uczestnikiem wojny polsko-bolszewickiej. Współpracował z kierowaną przez Herberta Hoovera, Amerykańską Administracją Pomocy. Po kampanii wrześniowej trafił niewoli sowieckiej, cudem uniknął śmierci w zbrodni katyńskiej. Jej matka była Amerykanką z Chicago, mieszkała w Polsce. W czasie okupacji niemieckiej obie były w Warszawie, przeżyły powstanie. Po wojnie najpierw matka a później ona wyjechały do USA, gdzie był już jej ojciec. Spotkała się z nim w 1950 roku, po jedenastu latach rozłąki.
Przez 16 lat była aktorką Teatru Polskiego „Nasza Reduta” w Chicago. Na uniwersytecie w El Paso ukończyła iberystykę, później przez wiele lat uczyła języka hiszpańskiego. Związała się z Wydziałem Teatralnym Uniwersytetu El Paso, gdzie była honorowym profesorem. Zmarła w 2015 roku. 
Pochowana w grobie rodzinnym na Cmentarzu Powązkowskim w Warszawie.
W maju 2021 teatr, który działa na uniwersytecie w El Paso, otrzymał jej imię. 
Była żoną profesora Zbigniewa Antoniego Kruszewskiego. 